# Eothoracosaurus
Eothoracosaurus — це вимерлий одновидовий рід крокодиломорфів євсухії, знайдений у східній частині Сполучених Штатів, який існував у пізній крейдяний період. Вважається, що еоторакозавр належить до неофіційно названої клади під назвою «торакозаври», названої на честь близькоспорідненого торакозавра. Традиційно вважалося, що торакозаври були пов’язані з сучасним несправжнім гаріалом, переважно через те, що носові кістки контактують із передщелепними кістками, але філогенетична робота, яка розпочалася в 1990-х роках, натомість підтвердила спорідненість у гавіалоїдах за винятком таких форм. Навіть більш пізні філогенетичні дослідження показують, що торакозаври, натомість, можуть бути некрокодильними євсухіями.

## Опис
Як і у сучасного гаріалу, череп еоторакозавра сильно витягнутий, а голова помітно ширша назад. Зовнішні ніздрі повністю оточені передщелепною кісткою, яка простягається між верхньою щелепою до приблизної позиції четвертого зуба верхньої щелепи на дорсальній поверхні та до третього зуба, якщо дивитися знизу. Кожна передщелепна кістка містить 5 зубів, причому перші чотири приблизно однакового розміру, а п’ятий значно менший. Між передщелепною та верхньою щелепою є невелика бічна виїмка. Верхні кістки містять від 21 до 22 зубів з кожного боку. Перший зуб менший за ті, що йдуть за ним, при цьому розмір наступних зубів залишається приблизно однаковим до останніх 7 зубів, які поступово стають меншими. Збережені зуби показують, що вони були тонкими, конічними та досить рівномірними. Хоча череп загалом розширюється, ширина верхньої щелепи залишається приблизно однаковою. Парні носові кістки простягаються на більшу частину рострума, утворюючи невеликий клин, який є передщелепною кісткою. Вони проходять паралельно верхній щелепі до одинадцятого зуба, після чого розширюються приблизно до контакту зі слізними кістками.